# Amoklauf in Düsseldorf
Der Amoklauf in Düsseldorf am 9. März 2017 war ein Angriff auf mehrere Personen in der Linie S 28 der S-Bahn Rhein-Ruhr und im Düsseldorf Hauptbahnhof.  Der Amokläufer verletzte neun Personen mit einer Axt teils schwer. Der Täter begann die Axtangriffe in einem Zug der Linie S 28 der S-Bahn Rhein-Ruhr und führte diese außerhalb des Zugs im Hauptbahnhof Düsseldorf fort. Die Ermittlungsbehörden gaben nach der Tat Stellungnahmen ab, wonach es keine Hinweise auf ein extremistisches oder islamistisches Motiv des Verdächtigen gegeben habe. Vielmehr handele es sich um „die Tat eines psychisch Kranken“. Die Schuldunfähigkeit des Täters wegen seiner paranoiden Schizophrenie führte dazu, dass er dauerhaft in der geschlossenen Psychiatrie untergebracht wurde.

## Tathergang
Im Fahrgastraum eines Wagens der S-Bahn-Linie S 28 begann der Verdächtige gegen 20:50 Uhr, ihm fremde Passagiere mit einer Axt anzugreifen. Einem der Passagiere gelang es, den Verdächtigen aus dem Zug auf den Bahnsteig zu stoßen. Sodann schloss der Lokführer die Türen des Zuges, worauf der Verdächtige begann, gegen die Tür zu schlagen. Als es ihm nicht gelang, wieder in den Zug zu gelangen, griff er Menschen auf dem Hauptbahnhofsgelände mit der Axt an.
Der Täter verletzte sich schließlich schwer, als er nach der Attacke auf dem Hauptbahnhof auf der Flucht vor der Polizei über die Gleise lief und dann von einer Brücke mehrere Meter hinab auf eine Straße sprang.
Der Hauptbahnhof war mehrere Stunden lang polizeilich abgeriegelt.

## Täter
Bei dem Täter handelt es sich um den 36-jährigen Fatmir H., einen zum Tatzeitpunkt in Wuppertal lebenden Asylbewerber aus dem Kosovo. Er äußerte, Stimmen gehört zu haben, die ihm die Tat befahlen. Ihm sei während der Tat klar gewesen, dass er Unrecht tat, und habe sich deshalb von der Polizei erschießen lassen wollen.
Der Täter wurde aufgrund seiner paranoiden Schizophrenie vor Gericht für schuldunfähig erklärt. Er wurde dauerhaft in der geschlossenen Psychiatrie untergebracht.

## Opfer
Insgesamt wurden durch die Axtattacke neun Menschen verletzt, vier davon mit „schwersten Kopfverletzungen“. Die Verletzten waren zwischen 13 und 50 Jahre alt und stammten aus Dortmund, Düsseldorf, Köln, Solingen, Mettmann und Italien.